# Fusell Tipus I
El Fusell Tipus I (del japonès: 'イ式小銃', 'I-shiki shōjū') era un fusell de forrellat produït poc abans de l'inici de la Segona Guerra Mundial per a l'Imperi Japonès, produït al regne d'Itàlia (el Tipus I, no es un símbol numèric, sinó que denomina que es Italià). Després de la invasió de la Xina, tota la producció de fusells Arisaka era necessària per a l'Exèrcit Imperial Japonès, i sota els termes del Pacte Anti-Komintern, la Marina Imperial Japonesa va contractar a Itàlia per a la producció d'aquest fusell en 1937. El Tipus I estava basat en el fusell Tipus 38, i utilitzava un forrellat del tipus Carcano, però seguia utilitzant un carregador intern fixe de tipus Mauser / Arisaka de 5 bales. El Tipus I va ser utilitzat principalment per la Marina Imperial Japonesa. Estava calibrat per a disparar la munició de 6,5×50mmSR Arisaka. Aproximadament es van produir uns 80.000 fusells Tipus I, entre 19398 i 1939 per Beretta i la resta per alguns arsenals del govern Italià; l'últim subministrament d'aquests fusells al Japó va ser en 1941 per mitjà d'un submarí.
En el mercat de col·leccionista als Estats Units d'Amèrica, el fusell Tipus I és molt poc comú, però tampoc es gaire famós entre els col·lectors d'armes del país nord americà. D'ençà que el Tipus I era una barreja de l'Imperi Japonès i el Regne d'Itàlia, aquest fusell no es gaire ben rebut entre els col·lectors d'equipament i armes japoneses. El Tipus I no va ser marcat mai amb els marcatges japonesos per a les seves armes, i aquest es un detall que busquen molts col·leccionistes, cosa que fa que les armes siguin més interessants per comprar. Molts fusells Tipus I van ser portats a casa per les tropes americanes com a trofeus de guerra. Molts d'aquests fusells Tipus I eren capturats a Kwajalein, a les Filipines, o directament al Japó al final de les hostilitats.